# 2014年ソチオリンピックのオーストラリア選手団
2014年ソチオリンピックのオーストラリア選手団（2014ねんソチオリンピックのオーストラリアせんしゅだん）は、2014年2月7日から23日までロシアのソチで開催された2014年ソチオリンピックのオーストラリア選手団、およびその競技結果。

## 概要
今大会は銀メダル2個、銅メダル1個の合計3個のメダルを獲得した。

## メダル
| メダル | 選手名               | 競技                 | 種目             |
| ------ | -------------------- | -------------------- | ---------------- |
| 銀     | トーラ・ブライト     | スノーボード         | 女子ハーフパイプ |
| 銀     | デーヴィッド・モリス | フリースタイルスキー | 男子エアリアル   |
| 銅     | リディア・ラッシラ   | フリースタイルスキー | 女子エアリアル   |